# Лендмарк (Арканзас)
Лендмарк (англ. Landmark) — переписна місцевість (CDP) в США, в окрузі Пуласкі штату Арканзас. 